# M4 (Ryssland)

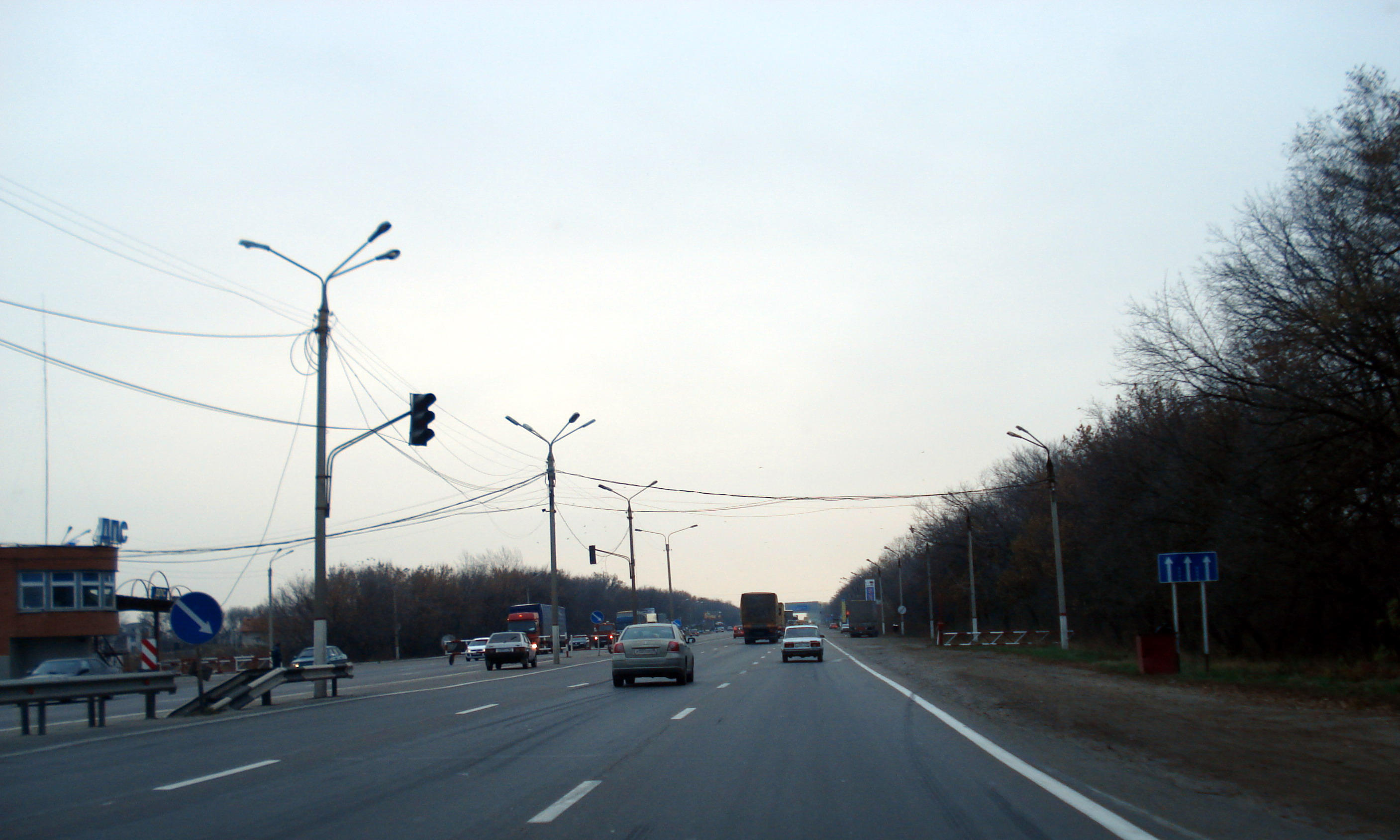
Donvägen sydost om Voronezj

M4 (Magistrale 4), även känd som Donvägen, är en väg (mestadels motorväg) i Ryssland. M4 börjar vid Moskva och går söderut mot staden Rostov-na-Donu vid floden Don och gränsen till Ukraina.
Det totala avståndet mellan Moskva och Rostov-na-Donuu på M4 är 1 074 km. Större delen av vägen är idag riktig motorväg (677,6 km år 2008), och detta är Rysslands enda betalväg. M4 är en del av Europaväg E115.
M4 är en viktig väg som förbinder Moskva med Sydryssland. Under 2000-talet har M4 genomgått stora förbättringar och breddningar, inte minst med anledning av Vinter-OS i Sotji 2014. Under sommarmånaderna uppstår ofta köer på grund av stora mängder semesterfirare på väg till och från Sotji och andra badorter vid Svarta havet.